# Holocola thalassinana
Holocola thalassinana là một loài bướm đêm thuộc họ Tortricidae. Nó được tìm thấy ở Úc.
Ấu trùng ăn các loài Leptospermum, (bao gồm Leptospermum laevigatum) và Melaleuca quinquenervia.

## Hình ảnh

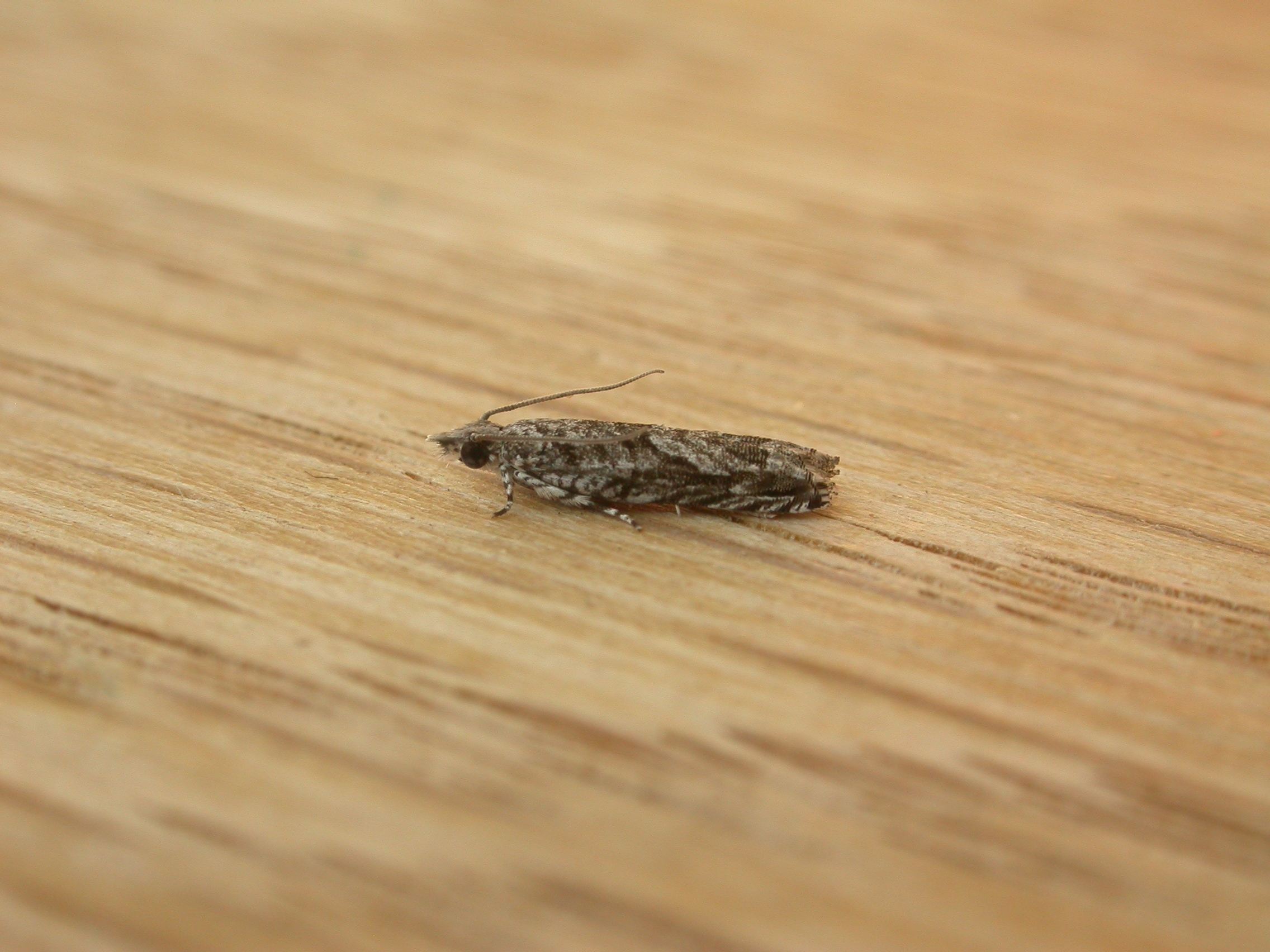